# Притулок під Смотричем
Прит́улок під См́отричем ― неіснуючий гірський притулок, будований варшавським відділенням Академічно-спортивної спілки Польщі (AZS) протягом 1932-1939 рр. нижче сідловини г. Смотрич та Чорногірського хребта, у верхів'ях р. Погорілець.

## Історія
Значну роль у будівництві притулка відіграв Людвік Зємбліц (Ludwik Ziemblic) із Західної Малопольщі, пізніше він став його управителем. Паралельно був провідником і рятувальником. Після обсерваторії на Попивані був найвищим житлом в Українських Карпатах.
Специфікою даного притулку було мурування зовнішнього кам'яного каркаса, всередині якого було встановлено дерев'яну коробку.
Як згадує керівник Піп-Іванської обсерваторії Владислав Мідович: «Людвік ночував там під великою овчиною, а кухнею завідувала красуня Василина». Їду та паливо доставляли кіньми дорогою вздовж потоку Погорілець (на даний момент дорога у верхів'ї частково проглядається у заростях гірської сосни).
Про притулок в якості гірського готелю, де була здійснена проміжна ночівля, згадує академік Орлов у своїх листах в кінці грудня 1939 р. під час його подорожі на Піп-Іван.
З архівних фото спостерігається туалет на вулиці і до нього прокладено критий коридор (в зв'язку з суворими кліматичними умовами). Також на фото 1934 р. господарська будівля знаходиться праворуч. На наступних фото ― вона з лівого боку. Ймовірно на фото 1934 р. ― первинна будівля, збудована перед зведення притулку. В подальшому її могли перенести в більш захищене від вітру та снігу місце.
В притулку був радіоприймач, ванна.

## Галерея

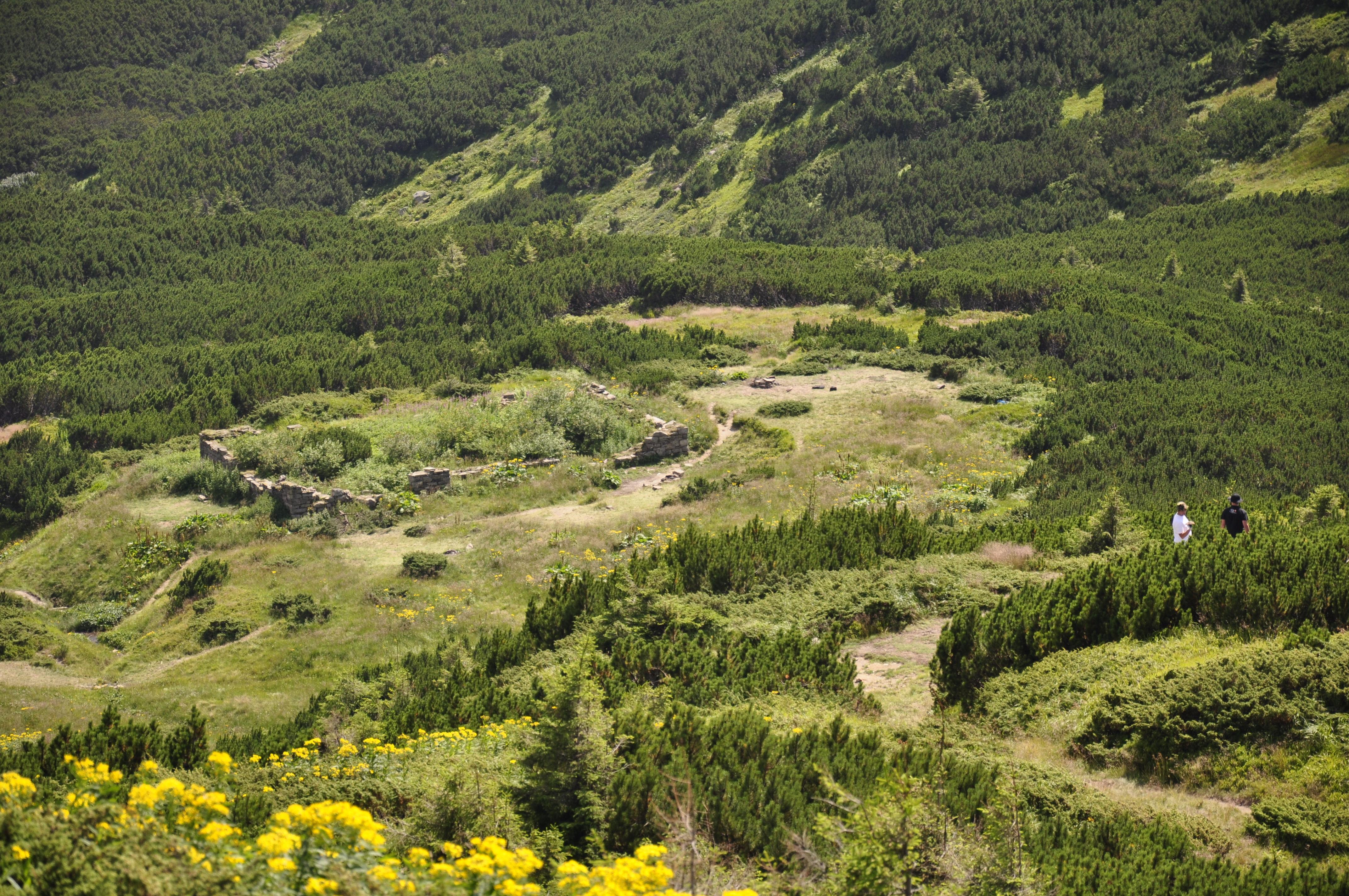
Місце розташування колишнього притулку